# سمارة صارمة
السمارة الصارمة (باللاتينية: Sisymbrium strictissimum) نوع نباتي يتبع جنس السمارة من الفصيلة الصليبية.